# Újpest Bulldogs 2022
Questa voce raccoglie le informazioni riguardanti gli Jászberény Wolverines nelle competizioni ufficiali della stagione 2022.

## Divízió II 2022

### Stagione regolare
| 17 aprile 2022 5ª giornata | Oroszlány Bears | 0 – 61 | Újpest Bulldogs |  |

| 30 aprile 2022 7ª giornata | Újpest Bulldogs | 42 – 22 | Diósd Saints |  |

| 15 maggio 2022 9ª giornata | Újpest Bulldogs | 7 – 25 | Budapest Wolves 2 |  |

| 5 giugno 2022 12ª giornata | Levelek Spartans | 36 – 66 | Újpest Bulldogs |  |

### Playoff
| 10 luglio 2022 Wild Card | Újpest Bulldogs | 37 – 0 | Dabas Sparks |  |

| 17 luglio 2022 Semifinale | Dunaújváros Gorillaz | 13 – 52 | Újpest Bulldogs |  |

| 31 luglio 2022 Duna Bowl | Budapest Wolves 2 | 6 – 10 | Újpest Bulldogs |  |

## Statistiche di squadra
| Competizione      | %Vittorie | In casa | In casa | In casa | In casa | In casa | In casa | In trasferta | In trasferta | In trasferta | In trasferta | In trasferta | In trasferta | Totale | Totale | Totale | Totale | Totale | Totale |
| Competizione      | %Vittorie | G       | V       | N       | P       | Pf      | Ps      | G            | V            | N            | P            | Pf           | Ps           | G      | V      | N      | P      | Pf     | Ps     |
| ----------------- | --------- | ------- | ------- | ------- | ------- | ------- | ------- | ------------ | ------------ | ------------ | ------------ | ------------ | ------------ | ------ | ------ | ------ | ------ | ------ | ------ |
| Stagione regolare | .750      | 2       | 1       | 0       | 1       | 49      | 47      | 2            | 2            | 0            | 0            | 127          | 36           | 4      | 3      | 0      | 1      | 176    | 83     |
| Playoff           | 1.000     | 1       | 1       | 0       | 0       | 37      | 0       | 2            | 2            | 0            | 0            | 62           | 19           | 3      | 3      | 0      | 0      | 99     | 19     |
| Totale            | .857      | 3       | 2       | 0       | 1       | 86      | 47      | 4            | 4            | 0            | 0            | 189          | 55           | 7      | 6      | 0      | 1      | 275    | 102    |